# Las elegidas
Las elegidas is een Mexicaanse film uit 2015, geregisseerd door David Pablos. De film werd vertoond in de sectie Un certain regard op het 68ste filmfestival van Cannes.

## Verhaal
Sofía en Ulises zijn een verliefd stel. Sofía woont bij haar moeder en broertje, en Ulises woont bij zijn ouders. Wanneer Ulises Sofía meeneemt naar huis om haar voor te stellen, lijkt zijn familie op het eerste gezicht een normaal gezin. Al gauw blijkt dat de familie van Ulises jonge meisjes dwingt de prostitutie in te gaan. Ulises wordt door zijn familie gedwongen het bedrijf in te gaan en Sofía wordt zijn eerste slachtoffer. Ulises is verliefd geworden op Sofía en hij wil er nu alles aan doen om haar uit de hel te krijgen waar ze door zijn toedoen in is beland. Terwijl Ulises een manier zoekt om haar te redden, ondergaat Sofía de verschrikkingen van de prostitutie.

## Rolverdeling
| Acteur                | Personage |
| --------------------- | --------- |
| Nancy Talamantes      | Sofia     |
| Óscar Torres          | Ulises    |
| Leidi Gutiérrez       | Marta     |
| José Santillán Cabuto | Héctor    |
| Edward Coward         | Marcos    |
| Alicia Quiñonez       | Perla     |
| Raquel Presa          | Eugenia   |

## Ontvangst

### Recensies
Op Rotten Tomatoes geeft 85% van de 26 recensenten de film een positieve recensie, met een gemiddelde score van 8,00/10.

### Prijzen en nominaties
De film won 7 prijzen en werd voor 14 andere genomineerd. Een selectie:
| Jaar | Evenement                        | Categorie                    | Genomineerde                           | Resultaat   |
| ---- | -------------------------------- | ---------------------------- | -------------------------------------- | ----------- |
| 2015 | Cannes (68ste editie)            | Prix Un certain regard       | Las elegidas                           | Genomineerd |
| 2015 | San Sebastián (63ste editie)     | Premio Horizontes            | Las elegidas                           | Genomineerd |
| 2016 | Premios Ariel (68ste uitreiking) | Beste film                   | Las elegidas                           | Gewonnen    |
| 2016 | Premios Ariel (68ste uitreiking) | Beste regisseur              | David Pablos                           | Gewonnen    |
| 2016 | Premios Ariel (68ste uitreiking) | Beste debuterend acteur      | Óscar Torres                           | Genomineerd |
| 2016 | Premios Ariel (68ste uitreiking) | Beste debuterend actrice     | Nancy Talamantes                       | Gewonnen    |
| 2016 | Premios Ariel (68ste uitreiking) | Beste vrouwelijke bijrol     | Alicia Quiñonez                        | Genomineerd |
| 2016 | Premios Ariel (68ste uitreiking) | Beste origineel scenario     | David Pablos                           | Gewonnen    |
| 2016 | Premios Ariel (68ste uitreiking) | Beste camerawerk             | Carolina Costa                         | Gewonnen    |
| 2016 | Premios Ariel (68ste uitreiking) | Beste montage                | Miguel Schverdfinger                   | Genomineerd |
| 2016 | Premios Ariel (68ste uitreiking) | Beste artdirector            | Daniela Schneider                      | Genomineerd |
| 2016 | Premios Ariel (68ste uitreiking) | Beste kostuums               | Daniela Schneider                      | Genomineerd |
| 2016 | Premios Ariel (68ste uitreiking) | Beste make-up                | Adam Zoller                            | Genomineerd |
| 2016 | Premios Ariel (68ste uitreiking) | Beste filmmuziek             | Carlo Ayhllon                          | Genomineerd |
| 2016 | Premios Ariel (68ste uitreiking) | Beste geluid                 | Alejandro de Icaza, Pablo Tamez Sierra | Genomineerd |
| 2017 | Premios Goya (31ste uitreiking)  | Beste Ibero-Amerikaanse film | Las elegidas                           | Genomineerd |